# خوليو سالاس
خوليو سالاس (بالإسبانية: Julio Salas)‏ هو لاعب كرة قدم مكسيكي في مركز الوسط، ولد في 18 أغسطس 1994 في نافويوا ‏ في المكسيك. لعب مع سانتوس لاغونا.

## وصلات خارجية
- خوليو سالاس على موقع قاعدة بيانات كرة القدم.إي يو (الإنجليزية)
- خوليو سالاس على موقع Soccerway.com (الإنجليزية)